# Condado de Vulcan
El condado de Vulcan es un distrito municipal canadiense situado en la provincia de Alberta.

## Superficie
Vulcan tiene una superficie de 5356,65 km².

## Demografía
En 2021, tenía 4237 habitantes, una densidad poblacional de 0,8 hab./km², y 1640 viviendas.